# Bráulio de Saragoça
Bráulio de Saragoça (em latim: Braulius Caesaraugustanus), bispo de Saragoça (590–651), foi um religioso do século VII na Hispânia e sucessor de seu irmão, João, na sé onde ambos foram arcediagos. Bráulio foi também conselheiro e confidente de diversos reis visigodos, incluindo Quindasvinto, cujo filho, Recesvinto, recomendou que fosse coroado "rei associado".

## História
Bráulio escreveu uma "Vita" de Santo Emiliano e acredita-se ter encorajado Santo Isidoro de Sevilha a dedicar-se às suas ambições enciclopédicas, inclusive tomando papel ativo em revisar a obra. Estava presente no quarto, quinto e sexto concílios de Toledo e respondeu em nome do clero ibérico à acusação do papa Honório I de que eles negligenciavam suas tarefas regulares. Bráulio foi perdendo gradativamente a visão e já estava cego ao morrer. Foi enterrado no local onde hoje está a Basílica de Nuestra Señora del Pilar, em Saragoça, e foi sucedido por Taio (Taius), que foi seu estudante.
Atualmente está sepultado na Catedral do Salvador de Saragoça, para onde seus restos foram levados.